# 花蓮縣豐濱鄉豐濱國民小學
花蓮縣豐濱鄉豐濱國民小學是花蓮縣豐濱鄉的一所國民小學，創立於1911年。

## 介紹
臺灣總督府在1911年4月1日，公告在花蓮港廳奉鄉貓公社設置「太巴塱公學校貓公分校」。1915年4月1日，學校獨立為「貓公公學校」。1917年4月1日，學校改制為「貓公蕃人公學校」。1922年4月1日，改為「貓公公學校」。1937年10月1日，改為「豐濱公學校」。1941年4月1日，改為「豐濱國民學校」，此時地址為鳳林郡新社庄豐濱831番地。
二戰後，學校仍稱豐濱國民學校。之後於1956年在八里灣部落設置「八里分校」，於1968年在退輔會泰來農場設置「泰來分校」；後因人口減少，兩分校分別於1985年、1986年裁撤。在1968年8月因應九年國民義務教育，學校改稱「豐濱國民小學」。在2019年8月1日原住民日，豐濱國小揭牌開辦「阿美族聖山Cilangasan實驗學校」，規劃在課程加入阿美族歷史及傳統，以傳承部落文化。